# Mortierella alpina
Mortierélla alpína (лат.) — вид зигомицетовых грибов, относящийся к роду Mortierella семейства Мортиерелловые (Mortierellaceae).

## Описание
Колонии на агаризованных средах паутинистые до ватообразных, белые, до 2 см и более толщиной.
Спорангиеносцы 60—100 мкм высотой, в основании 5—7 (9) мкм, в верхней части 1,5—2 мкм толщиной, шиловидные, гиалиновые, неразветвлённые, гладкостенные. Многоспоровые спорангии обыкновенно шаровидные, 16—20 мкм в диаметре, белые, распадающиеся. Воротничок небольшой. Спорангиоли односпоровые, образуются у старых культур, сплющенные, 12—22 мкм длиной и 7—11 мкм шириной. Спорангиоспоры (5) 7—9 (10) мкм в диаметре, эллиптические, гиалиновые, гладкостенные; споры спорангиолей занимают весь спорангиоль.
Гетероталличный вид. Зигоспоры шаровидные или почти шаровидные, 42—80×40—70 мкм, гиалиновые, гладкие, с трёхслойной стенкой. Копулирующие отроги (суспензоры) неравные, крупный из них шаровидный, в среднем 40—43 мкм в диаметре.

## Экология
Почвенный сапротрофный гриб, также выделяющийся из подстилки.

## Значение
Активный продуцент арахидоновой кислоты.

## Синонимы
- Mortierella acuminata Linnem., 1941
- Mortierella monospora Linnem., 1936
- Mortierella renispora Dixon-Stew., 1932
- Mortierella thaxteri Björl., 1936